# IC 5262-2
IC 5262-2 — галактика типу S0 (спіральна галактика) у сузір'ї Південна Риба.
Цей об'єкт міститься в оригінальній редакції індексного каталогу.